# Iwan Starostin
Iwan Starostin (georgisch ივან სტაროსტინ, russisch Иван Старостин; * 19. Mai 1996 in Nowokusnezk) ist ein russisch-georgischer Eishockeytorwart, der seit 2022 bei den Fieri Crusaders Tbilisi in der Georgischen Eishockeyliga spielt.

## Karriere
Iwan Starostin begann seine Karriere als Eishockeyspieler in der Jugendabteilung von Metallurg Nowokusnezk in seiner russischen Geburtsstadt. Nachdem er ab 2013 vorwiegend für das Nachwuchsteam Kusnezkije Medwedi in der Molodjoschnaja Chokkeinaja Liga zum Einsatz gekommen war, absolvierte er in der Saison 2015/16 drei Spiele für Metallurg in der Kontinentalen Hockey-Liga. Im Spieljahr 2016/17 hütete er neben seinen Einsätzen bei Kusnezkije Medwedi auch achtmal das Tor von Ariada Wolschsk in der Wysschaja Hockey-Liga. In der Wysschaja Hockey-Liga spielte er auch von 2018 bis 2020. Zunächst stand er dort bei Sauralje Kurgan und dann beim HK Gornjak Utschaly im Tor. Seit 2022 spielt er bei den Fieri Crusaders Tbilisi in der Georgischen Eishockeyliga.

### International
Starostin stand er erstmals bei der Weltmeisterschaft 2023 in der Division II im georgischen Aufgebot, als er die höchste Fangquote und den geringsten Gegentorschnitt erreichte. Auch 2024 spielte er in der Division II. Zudem vertrat er seine Farben bei der Olympiaqualifikation für die Winterspiele 2026 in Mailand.

## Erfolge und Auszeichnungen
- 2023 Höchste Fangquote und geringster Gegentorschnitt bei der Weltmeisterschaft der Division II, Gruppe A